# Кохановский сельсовет
Кохановский сельсовет (белор. Коханаўскі сельсавет) — административная единица в Толочинском районе Витебской области Республики Беларусь. Административный центр — городской посёлок Коханово.

## История
Образован 20 августа 1924 года в составе Кохановского района Оршанского округа БССР. Центр-местечко Коханово. 24 сентября 1926 года упразднён в связи с образованием Кохановского местечкового совета. 27 сентября 1938 года Кохановский сельсовет образован вновь в составе Толочинского района Витебской области БССР в связи с понижением статуса Коханова до деревни и с упразднением Кохановского местечкового совета. С 9 сентября 1946 года сельсовет в составе восстановленного Кохановского района, с 17 декабря 1956 года — в составе Толочинского района. 15 октября 1960 года упразднён, все населённые пункты переданы в административное подчинение Кохановского поссовета.
15 октября 1960 года к Кохановскому поссовету присоединена часть упразднённого Переволочненского сельсовета (10 населённых пунктов), также в административное подчинение поссовету из Жукневского сельсовета передана деревня Кувечино. 29 декабря 1961 года в состав Жукневского сельсовета переданы 3 населённых пункта (Большое Голошево, Заозерье и Кувечино). 12 февраля 1965 года к поссовету присоединена часть Сальницкого сельсовета (9 населённых пунктов), 8 апреля 2004 года — часть упразднённого Жукневского сельсовета (10 населённых пунктов).
29 марта 2013 года упразднено село Переволочня.
20 июня 2013 года Кохановский поссовет реорганизован в сельсовет.
21 января 2023 года упразднена деревня Кучино.

## Состав
Кохановский сельсовет включает 51 населённых пункта:
- Байкал — посёлок
- Бараши — деревня
- Белобродье — деревня
- Богдановка — деревня
- Балашово — деревня
- Большие Липники — деревня
- Большое Высокое — деревня
- Голошевка — деревня
- Голошевка — посёлок
- Голошево — деревня
- Дубровские — деревня
- Забайкал — посёлок
- Замошье — деревня
- Замостье — деревня
- Заозерье — деревня
- Звенячи — агрогородок
- Зеленый Бор — деревня
- Кисели — деревня
- Коханово — городской посёлок
- Коханово — посёлок
- Круги — деревня
- Крухановичи — деревня
- Кувечино — деревня
- Курапово — деревня
- Левково — деревня
- Лоси — деревня
- Люботынь — деревня
- Малое Высокое — деревня
- Малое Гальцево[бел.] — деревня
- Малые Липники — деревня
- Мартюхово — деревня
- Масалки — деревня
- Нагавки — деревня
- Новое Ртищево — деревня
- Острошапки — деревня
- Переволочня — деревня
- Проровино — деревня
- Пуськи — деревня
- Речки — деревня
- Ромашково — деревня
- РТС — посёлок
- Рудня — деревня
- Сальники — деревня
- Симоново — деревня
- Сосняки — деревня
- Старинки — деревня
- Старое Ртищево — деревня
- Хотеничи — деревня
- Чотово — деревня
- Шапчино — деревня
- Шиловка — деревня

Упразднённые населённые пункты:
- Кучино — деревня
- Переволочня — село